# آماندا ۷۲۵

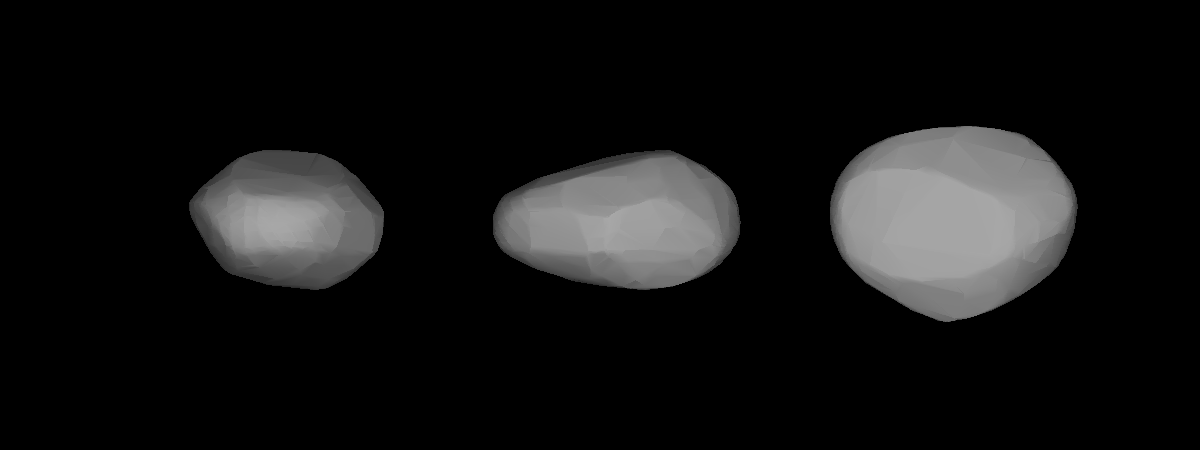
مدل سه‌بُعدی سیارک آماندا ۷۲۵ بر اساس منحنی نور آن

سیارک ۷۲۵ (به انگلیسی: 725 Amanda، نامگذاری:1911ND) هفتصد و بیست و پنجمین سیارک کشف شده‌است که در ۲۱ اکتبر ۱۹۱۱ و در وین کشف شد.
قدر مطلق سیارک برابر ۱۱٫۸۱ است.